# Škotska
Škotska (škotski gaelski: Alba, engleski: Scotland) je dio Ujedinjenog Kraljevstva. Najsjeverniji je dio otoka Velike Britanije; s otočjem Hebridi, Orkney i Shetland obuhvaća 77.180 km², a s unutarnjim vodama 78.764 km². Škotska je 1980. godine imala 5.153.000 stanovnika. Gustoća iznosi 65 stanovnika na km². Najgušće je naseljeno središnje područje. Političko, industrijsko i kulturno središte je Edinburgh (1981. godine 419.200 stanovnika). Na zapadu i sjeveru dopire do Atlantskog oceana, a na istoku do Sjevernog mora. Od Engleske je dijeli granična crta koja se proteže od ušća rijeke Tweed do zaljeva Solay. Za Škotsku je karakteristična razvedenost obale, osobito zapadne, po čemu se znatno razlikuje od Engleske. Na istočnoj obali duboko su se usjekli zaljevi Firth of Forth i Moray Firth. Škotska se uglavnom dijeli na južni, središnji i sjeverni dio. Južni dio obuhvaća Južno visočje s graničnim gorjem Cheviot, građenim pretežno od starih stijena. Središnji dio sastoji se od niza depresija zvanih Škotska nizina, koje se nastavljaju u Firth of Clyde, Firth of Forth i Firth of Tay. Njima je odvojeno brdovito područje na jugu od granitnih ravnjaka gorja Grampian na sjeveru s najvišim vrhom britanskog otočja Ben Nevis, 1343 m.
Udolina Glen More s nizom jezera rastavlja gorje Grampain od sjevernog visočja (Northern Highlands). Sjeverni dio popunjava Škotsko visočje, koje na krajnjem sjeveru prelazi u obalnu ravnicu.
Osnovne su privredne grane rudarstvo i industrija. Iskorištavaju se nalazišta ugljena, koja daju oko 10% ukupne britanske proizvodnje, željezne, bakrene i olovne rude.
Velike količine električne energije potječu iz hidroelektrana i iz nuklearnih elektrana. Uz metalurgiju razvila se metalna industrija s brodogradnjom, proizvodnjom strojeva i sl. Poznata je dobro razvijena tekstilna (pamučna, vunena, prerada jute) i dr., prehrambena (proizvodnja viskija), kemijska i petrokemijska industrija s velikim rafinerijskim središtem u Grangemouthu, do kojeg vodi naftovod iz ležišta Forties u podmorju Sjevernog mora (preko Crudena Baya i Aberdeena). Važnu privrednu granu predstavlja i stočarstvo, osobito uzgoj goveda i ovaca. Oko 25% obrađenih površina nalazi se pod žitaricama (zob, pšenica, ječam) i industrijskim biljkama. U priobalnim vodama dobro razvijeno je ribarstvo; poznate su ribarske luke Aberdeen, Peterhead i Banff. Vrlo su atraktivne trgovačke luke Glasgow i Dundee. Glavno prometno središte jest Edinburgh. Sve veću ulogu ima turizam.

## Povijest

### Razdoblje do Jakova VI.
Područje koje uglavnom danas zauzima Škotska rimski su pisci zvali Caledonia. Osvojivši južni dio Britanije, Rimljani su stoljećima nastojali podjarmiti svojoj vlasti sjeverna plemena, od kojih su najvažniji bili Pikti, ali bez trajnog uspjeha. Oko početka 6. stoljeća Škoti (keltsko pleme u sjeveroistočnoj Irskoj) - doselilo se na područje današnje grofovije Argyll. Škoti su tu osnovali malo kraljevstvo Dalriadu a kršćanstvo, koje je s njima došlo iz Irske, postepeno se širilo i na zemlju Pikta, na istoku.
Sredinom 9. stoljeća Škoti i Pikti sjedinili su se i, pod kraljem Kennethom Mac Alpinom, osnovali državu, koja je obuhvaćala veći dio Škotske sjeverno od rijeka Forth i Clyde. Početkom 11. stoljeća, porazivši Angle u bitki kod Carhama (oko 1060. ili 1018.), kralj Malcolm II. zavladao je pokrajinama Lothian između Tweeda i Firth of Fortha te bivšim britanskim kraljevstvom Strathclyde na zapadu. Za vladavine Malcomova unuka Duncana, koji ga je naslijedio 1034., Škoti, Pikti, Angli i Britanci bili su sjedinjeni u jednom kraljevstvu, koje je dobilo ime Škotska (Scotland).
Duncan, prvi vladar povijesnog kraljevstva Škotske, poginuo je u građanskom ratu (1040.) od ruke svog vojskovođe Macbetha, koji se zatim proglasio kraljem, ali je 1057. poražen od Duncanova sina Malcolma (odatle Shakespeareu građa za tragediju "Macbeth"). Za vladavine Malcolmovih nasljednika, od kojih je najmoćniji David I. (1124. – 1153.), Škotska se postepeno anglizira i feudalizira. Nakon smrti malodobne nasljednice Aleksandra III (1249. – 1286.) javilo se trinaest pretendenata na škotsko prijestolje. Arbitrar u tom sporu engleski kralj Edvard I. Dugonogi izabrao je Johna Balliola i smatrao ga svojim vazalom, a kad se ovaj pobunio, Edvard se zaratio sa Škotskom i nakon pobjede kod Dunbara 1296. zagospodario zemljom. Već 1297. izbio je ustanak seljaka i gradskog puka protiv engleskih feudalaca. Na čelu ustanka, kao zapovjednik "armije pučana Škotske", bio je William Wallace.
Iako je Wallace 1305. uhvaćen i smaknut, ustanak je poprimio svenarodne razmjere borbe za nezavisnost; njegov vođa Robert Bruce dao se 1306. okruniti za kralja kao i Robert I. Poraženi 1314. u bitci kod Bannockburna, Englezi su bili prisiljeni 1328. priznati Škotskoj punu nezavisnost.
Za Robertovih nasljednika kraljevska je vlast slabila, osobito nakon što je na prijestolje stupila dinastija Stuart (1371.). Nakon Roberta III. (1390. – 1406.) izredalo se više Stuartovaca, koji dolaze na prijestolje kao djeca. Za to vrijeme Škoti su gotovo neprekidno u sukobu s Englezima (dijelom i zbog svojeg povezivanja s Francuzima). Godine 1513. Škoti su pretrpjeli težak poraz; sam kralj Jakov IV. poginuo je u bitki. Jakov V. nastavio je politiku škotsko-francuskog savezništva (prva mu je žena kćerka Franje I., a druga Marie de Guise), ali je i on poražen (kod Solway Mossa, 1542.). Nakon njegove smrti, Škotskom je, umjesto malodobne mu kćerke Marije Stuart, upravljala Marie de Guise. S pomoću francuskih trupa Englezi su 1551. potisnuti iz Škotske, ali su u zemlji ostali Francuzi; visoke položaje u upravi zauzimalo je upravo francusko plemstvo, a Marija Stuart udala se za francuskog prestolonasljednika. 
U to je doba u Škotskoj ojačao protestantizam, koji se proširio ne samo među građanima nego i među znatnim dijelom plemstva. Godine 1557. sklopljen je savez protestanata i potpisan covenant. U borbi protiv Katoličke crkve protestante je oružjem i novcem pomagala engleska kraljica Elizabeta I. Kada su 1559. Marija i njen suprug Franjo II. uzeli i naslov engleskih suverena, engleska je flota blokirala 1560. Leith. Iste godine, ugovorom u Edinburghu, francuska je vojska bila prisiljena napustiti Škotsku; nakon čega je Parlament službeno prihvatio reformaciju, proglasio slobodu vjeroispovjesti, te provodio sekularizaciju crkvenih imanja. S povratkom Marije Stuart u Škotsku 1561. godine razbuktala se borba između katolika i pristaša reformacije. Godine 1567. protestanti su digli ustanak i prisilili Mariju Stuart na abdikaciju u korist maloljetnog sina Jakova VI. Marija je 1568. potražila utočište u Engleskoj, gdje ju je Elizabeta I. zatočila i 1587., optuživši je zbog veleizdaje, dala smaknuti.

### Razdoblje od Jakova VI.
Jakov VI. proglašen je, nakon Elizabetine smrti 1603., kao praunuk Margarete Tudor (Kćeri Henrika VII.), i engleskim kraljem (Jakov I.). Time je ostvarena personalna unija između Škotske i Engleske, no obje zemlje zadržat će još cijelo jedno stoljeće svoje zasebne parlamente. Njegov nasljednik Karlo I. (1625. – 1649.) nametnuo je Škotskoj anglikansko bogoslužje, što je 1638. dovelo do pobune, koja je zahvatila cijelu zemlju i dala neposredan poticaj engleskoj buržujskoj revoluciji. Kada je 1642. u Engleskoj izbio rat između kralja i Parlamenta, škotski su prezbiterijanci bili prirodni saveznici engleskih puritanaca i Olivera Cromwella. Godine 1643. Škoti su sklopilii formalni savez s engleskim Parlamentom (Solemn League and Covenant); njihove su čete sudjelovale 1644. na strani puritanaca u velikoj bitki kod Marston Moora, a 1645. kraljevske su snage u Škotskoj potpuno razbijene. Poražen i u Engleskoj, Karlo I. pobjegao je 1646. u Škotsku, no Škoti su ga izručili engleskom Parlamentu.
Smaknuće Karla I. (1649.) i proglašenje republike (pod nazivom Commonwealth) izazvali su negodovanje škotske aristokracije i imućnih slojeva, koji su u produbljenju engleske revolucije osjećali prijetnju za svoje klasne interese. Da predusretnu opasnost, škotski prezbiterijanci manifestirali su svoju privrženost dinastiji, te u Edinburgu proglasili kraljem sina Karla I. Kada se Karlo II. vratio iz Nizozemske u Škotsku, rat s Engleskom postao je neizbježan. Godine 1650. Cromwell je nanio Škotima težak poraz kod Dunbara, a 1651. definitivno je slomio njihov otpor i Škotska je bila ujedinjena s Engleskom u Commonwealthu. Karlo II, došavši 1660. na prijestolje, pokazao se kao brutalan despot. Covenant i sve zakonske mjere od 1633. nadalje ukinuti su, Anglikanska crkva ponovno je nametnuta cijeloj zemlji, a Škoti "otpadnici" izvrgnuti su progonima. Prvu bunu 1666. (pohod na Edinburg) ugušila je kraljevska vojska.
Novi veliki ustanak izbio je 1679., no i taj je ubrzo likvidiran, nakon čega u Škotskoj nastaje era krvave represije (Killing time). Reakcija je bjesnila i za Karlova nasljednika Jakova VII (Jakov II. za Englesku), koji je favorizirao katolike. Škoti su u potpunosti podupirali prevrat 1688., kojim je Jakov svrgnut s prijestolja, a 1689. ustoličen je Vilim III. Oranski. Ustanak jakobita (pristaša svrgnutog kralja) slomljen je 1689., a 1690. odlukom parlamenta, prezbiterijanizam je u cijelosti uspostavljen. Već potkraj 17. i početkom 18. stoljeća i u Engleskoj i u Škotskoj pojavljuju se prijedlozi za tješnju uniju između obiju zemalja. Definitivni plan unije oba su parlamenta prihvatila početkom 1707.; spojena kraljevstva Škotske i Engleske nosit će ime Kraljevstvo Velike Britanije, koje će imati jednu zastavu (Union Jack), a državom će upravljati jedan parlament. Zakonom o Uniji, koji je stupio na snagu 1. svibnja 1707., posebni škotski i engleski parlament prestali su postojati, a u listopadu iste godine sastao se Parlament Velike Britanije. 
Nakon unifikacije, tijekom prve polovine 18. stoljeća, znatan dio plemenske aristokracije (klanova) u planinskom dijelu Škotske nije odustajao od pokušaja da silom restaurira dinastiju Stuart. Njezini pristaše, jakobiti, digli su četiri ustanka, od kojih su dva (1708. i 1719.) ugušena u zametku, dok su ustanci 1715. i 1745. – 1719. bili poprimili veće razmjere. Veći broj vođa klanova bili su protjerani ili smaknuti, a upravu nad njihovim posjedima preuzele su vladine komisije.

## Neovisnost
Škotska je 18. rujna 2014. glasala na referendumu za nezavisnost, vezano za izlazak iz Ujedinjenog Kraljevstva. Za nezavisnost je glasalo 44.7%, a protiv nezavisnosti 55.3%, čime Škotska ostaje u Ujedinjenom Kraljevstvu.

## Zemljopis

### Gradovi
Šest gradova poredanih po popuaciji:
- Glasgow
- Edinburgh - glavni grad
- Aberdeen
- Dundee
- Inverness
- Stirling

### Političke regije (Pokrajine)
Aberdeen, Aberdeenshire, Angus, Argyll i Bute, Clackmannanshire, Dumfries i Galloway, Dundee, Istočni Ayrshire, Istočni Dunbartonshire, Istočni Lothian, Istočni Renfrewshire, na h-Eileanan Siar (Western Isles), Edinburgh, Falkirk, Fife, Grad Glasgow, Highland, Inverclyde, Midlothian, Moray, Sjeverni Ayrshire, Sjeverni Lanarkshire, Orkney, Perth i Kinross, Renfrewshire, Scottish Borders, Shetland, Južni Ayrshire, Južni Lanarkshire, Striling, Zapadni Dunbartonshire, Zapadni Lothian

### Vodeni putovi
- Glavne rijeke:

- Clyde
- Dee
- Don
- Forth
- Tay
- Tweed
- Spey

- Firthovi:

- Solway
- Clyde
- Cromarty
- Dornoch
- Forth
- Lorne
- Moray
- Tay

- Fjordovi:

- Loch Linnhe
- Loch Fyne
- Loch Long
- Loch Etive
- Loch Sunart
- Loch Nevis
- Loch Hourn
- Loch Broom
- Loch Eil

- Jezera:

- Loch Ness
- Loch Lomond
- Loch Morar
- Loch Tay
- Loch Rannoch
- Loch Awe
- Loch Shiel
- Loch Maree
- The Lake of Menteith

- Zaštićeni putevi:

- Kaledonski kanal
- Hobbitonshireski kanal
- Crinanski kanal
- Kanal Forth i Clyde

- Falkirk Wheel

- Unijski kanal

## Politika
Škotsku zakonodavnu vlast tvori Škotski parlament, nakon što je 1998. Blairova vlada potpisala Akt o Škotskoj (Scotland Act) o ponovnoj uspostavi parlamenta nakon 1707.
Na trećim parlamentarnim izborima 2007. pobjedu je odnijela Škotska nacionalna stranka (SNP) koja se zauzima za neovisnost Škotske.
Zakonodavnu vlast također ima i parlament u Westminsteru, te ona može nadglasati zakone koje je usvojio Škotski parlament. Škotska nema svojeg državnog poglavara, na čelu Škotske je Karlo III. Prvotno je bilo predviđeno da će će Škotska 2012. imati referendum o neovisnosti. Referendum je održan 18. rujna 2014. godine u kojem je 55.3% glasača glasalo protiv samostalnosti dok je 44.7% glasalo za.

## Jezik
Među keltskim narječjima predrimskog razdoblja razlikovale su se sjeverna i južna skupina. Na takvoj dijalektskoj osnovi javlja se kasnije (V. st.) gaelski. Na sjeveru Škotske bio je prisutan norveški jezik.
U 12. stoljeću, na sjeverozapadu i sjeveroistoku Škotske, te u području oko zaljeva Solway prisutan je norveški jezik miješan s gaelskim, što je odraz dugotrajne prisutnosti Norvežana na području oko zaljeva Solway, Zapadnom otočju, sjeveroistočnom dijelu škotskog kopna, te Orkneyskim i Shetlandskim otocima.
MacKinnon (2003.) tvrdi da je u ostatku regije koju nazivamo škotskim visočjem, prisutan gaelski jezik, nativni jezik Škota, i Iraca. Kako je vrijeme prolazilo škotski gaelski se počinje razlikovati od irskog gaelskog, ali danas postoje više sličnosti to dvoje dijalekata gaelskog jezika, nego različitosti.
Kumbrijski jezik je bio prisutan u današnjoj sjevernoj Engleskoj i južnoj Škotskoj. To je varijacija P-keltskog govorenog od starih Brita. Blisko je povezan sa starovelškim i ostalim britskim jezicima. Većina lingvističara vjeruje kako je kumbrijski jezik izumro u 12. stoljeću nakon pripajanja djelomice ovisnog kraljevstva Strathclydea kraljevstvu Škotske.
Burchfield (1994.) navodi kako je engleski jezik bio prisutan u škotskim niskim zemljama. Već prije su navedeni razlozi njegove prisutnosti. Za vrijeme vladavine kralja Davida I. osnivaju se burgovi, te se dijele zemljišne povelje normanskom plemstvu, što uzrokuje prodor engleskog jezika i francuskih običaja. Sad se škotski vladari mogu opisati kao normansko-gaelski kraljevi, koji se osim poznavanja gaelskog jezika dobro služe i francuskim jezikom. Jedan od razloga takvog razvoja događaja su i mnogobrojni savezi škotskih velikaša, pa čak i kraljeva, s francuskim plemstvom. Iz Francuske također dolaze crkveni redovi; benediktinci, cisterciti, tironenzijanci i ostali, koji imaju veliki utjecaj na gospodarstvo, kako na puk tako i na njegovo obrazovanje.
Engleski jezik tog doba se vjerojatno ne razlikuje uvelike od engleskog jezika kojim se se tad služe Englezi u Engleskoj. Širenju engleskog jezika uvelike doprinose govornici northumbrijskog staroengleskog koji se naseljavaju u Škotskoj u 7. stoljeću. Kad su zemlje Northumbrije bile inkorporirane u Škotsku u 11. stoljeću gaelski postaje prestižni jezik, ali jugoistok ostaje englesko govorno područje. Razvoj događaja u 12. stoljeću potiče širenje engleskog jezika. Naselja kao što su burgovi najprije uspostavljeni od Davida I., pretežno na jugu i istoku Škotske, dovode nove zajednice u ta područja. Nadolazeći Englezi su bili uglavnom iz Northumbrije i grofovije Huntigdona, koji uz pridošle Nizozemce i Francuze šire svoj jezik i kulturu. Tako je mnogo govornika gaelskog jezika asimilirano u novi socijalni sustav i njegov jezik.
Kako je ekonomska moć burgova rasla, govornici gaelskog nalaze korisnim učenje engleskog jezika. Institucionalni jezik burgova se sastojao od vokabulara esencijalno germanskog u podrijetlu, s anglo-saksonskim terminima kao što su loft (imanje i zemlja), croft (mali posjed), ruid (zemlja iznajmljena od burghova), guild (trgovačko udruženje), bow (zasvođen ulaz), wynd (uličica) i raw (red kuća). Višejezičnost i kulturalna raznolikost su tako postala značajna obilježja nakon kralja Davida I.
U kasnom srednjem vijeku svjedočimo pojavljivanju staroengleskog književnog jezika poznatog kao „Anglic“, koji je škotskim niskim zemljama poznat kao rani „scots“ jezik, koji se već počeo razlikovati od staroengleskog u središnjoj Engleskoj. Ova varijanta staroengleskog je imala začetke u northumbrijskom staroengleskom. Tijekom ovog razdoblja, engleski jezik se jednostavno nazivao „Inglis“, što je bio staroengleski način pisanja naziva engleskog jezika iz središnje Engleske. To pokazuje kako govornici Inglisa nisu razlikovali različite dijalekte engleskog jezika.
Do 14. i 15. stoljeća Inglis je zamijenio gaelski jezik (Scottis) u mnogim područjima škotskih niskih zemlji, a normanski francuski se prestao koristiti kod škotskog plemstva. Scots također počinje zamjenjivati latinski jezik u registriranju podataka i pisanju literature. U Caithnessu dolazi do interakcije Scots jezika s Norsom (staronorveškim jezikom) i gaelskim jezikom. Kraj razdoblja renesanse je svjedočio evoluciji ova tri jezika u Middle Scots jezik, noviju varijantu staroengleskog jezika, na kojem pišu Henryson i Dunbar. Indentifikacija Stuarta s Middle Scots jezikom je na kraju uzrokovala (uz druge, već navedene razloge) podjelu Škotske u dva pomalo antagonistična djela: Gaelski highlands (eng. Gaelic Highlands) i Ingliski lowlands (eng. Anglic Lowlands).
Do ranog 16. stoljeća jezik koji je nazvan Inglisom postaje jezik vlasti, a njegovi govornici ga počinju nazivati Scottisom, dok škotski gaelski, koji je prije bio poznat pod Scottis, nazivaju Erse (Irski).
Do ovog vremena scots se razvio različito od svog sestrinskog jezika južno od granice. Po standardima tog doba imao je 'standardiziran' pravopis te je postao sredstvom opsežne i ranolike nacionalne književnosti. Od 1610. do 1690-ih tijekom naseljavanja Ulstera otprilike 200 000 Škota se naseljava u sjevernu Irsku uzimajući ono što će postati dijalektima ulsterskog scotsa. Od sredine 16. stoljeća scots postaje sve više angliciziran. S Reformacijom dolaze Biblije na engleskom. Do kasnog 16. stoljeća gotovo svi tekstovi su pisani mješavinom scotsa i engleskog jezika, engleski oblici su polako postajali češćim tako da do kraja 17. stoljeća gotovo nestaje pisanje po pravopisu scotsa. Ovaj proces traje nešto duže u neobjavljenoj dijalektalnoj književnosti i službenim evidencijama. Nakon Unije kruna 1603. građanstvo koje govori scots je imalo veći kontakt s govornicima engleskog, te počinje prepravljati svoj govor prema onom njihovog engleskog ekvivalenta. Ovo prepravljanje je naposljetku dovelo do stvaranja škotskog engleskog.
U osamnaestom i devetnaestom stoljeću upotreba scotsa kao književnog jezika je oživljena od nekoliko poznatih Škota poput Roberta Burnsa. Takvi pisci su, miješajući različite dijalekte scotsa, utemeljili novu standarnu književnu normu.
Tijekom prvog dijela 20. stoljeća, znanje književnih normi iz osamnaestog i devetnaestog stoljeća blijedi te trenutno nema institucionalizirane književne norme. U školama se tad ne uči scots jezik, ali mu se učenici vraćaju izvan učionice, ali ipak to nije cjelovito. Ono što se tad pojavilo i događa se dosad, je proces izmjene jezika pod utjecajem drugog jezika, pod time se misli na naraštaje koji su usvojili sve više oblika iz standarnog engleskog jezika. Ovaj se proces ubrzava zbog širećeg pristupa masovnim medijima na engleskom jeziku, i povećane mobilnosti stanovništva nakon Drugog svjetskog rata. Do kraja 20. stoljeća scots je bio u fazi jezične smrti u većini Lowlandsa.
Nedavno se stavovi mijenjaju, iako se nastava ne održava na scots jeziku. Scots može biti površno obrađen u predavanjima engleskog jezika, što obično znači čitanje književnosti na scotsu i promatranje lokalnog dijalekta. Mnogo korištene literure je često standardni engleski koji liči na scots.
Upotreba scotsa u medijima je rijetka i obično rezervirana za niše gdje je lokalni dijalekt smatran prihvatljivim. Ozbiljna namjena za vijesti, enciklopedije, dokumentarne filmove i sl. se rijetko događa, iako internetska stranica škotskog Parlamenta pruža neke informacije na scotsu.
Teško je utvrditi broj govornika Scotsa putem cenzusa, jer mnogo ispitanika može na više načina interpretirati pitanje „Govorite li Scots?“. Podržavatelji Scotsa su zagovarali da ovo pitanje bude uključeno u nacionalni cenzus Ujedinjenog Kraljevstva 2001. Rezultati iz probnog pokušaja prije cenzusa, održanim od Glavnog matičnog ureda za Škotsku (eng. General Register Office for Scotland), predlažu kako postoji 1.5 milijuna govornika scotsa, s 30 % Škota odgavarajući „Yes“ tj. engleskim za da na pitanje „Možete li govoriti scots jezik“, ali je samo 17 % odgovorilo „Aye“, tj. da na scotsu na pitanje „Možete li govoriti scots?“.
Govorni scots sadrži mnogo dijalekata, toliko da se nijedan ne može smatrati „pravim“ scotsom. Ova različitost je često smatrana znakom lokalnog ponosa među Škotima. Postoje četiri grupe dijalekata: inzularni scots – govoren u Orkneyu i Shetlandu, sjeverni scots – govoren u Caithnessu, Easter Rossu, Morayu, Aberdeenshireu i Angusu, središnji scots – govoren u središnjem lowlandsu i jugozapadnoj Škotskoj i južni scots – govoren u škotskim pograničnim krajevima i Dumfriesshireu.
Od ranog 16. stoljeća, govornici scotsa i engleskog daju gaelskom jeziku ime Erse (što znači Irski), dok scots jezik dobiva naziv Scottis za razliku od prijašnjeg naziva, Inglis. MacKinnon (1991) ističe da je ovo samo po sebi bilo ironično, kako je gaelski u ovom periodu razvijao svoje različite i karakteristične škotske forme modernog doba.
Škotski gaelski je bio nazvan „Erse“ dijelom jer su obrazovani govornici gaelskog u Irskoj i Škotskoj koristili književni dijalekt (nekad zvan klasičnim gaelskim) tako da je bilo malo ili nimalo razlike u upotrebi. Kad se klasični gaelski prestao koristiti u školama obje zemlje, kolokvijalna upotreba počinje dominirati, a jezici razlikovati.
Škotski gaelski posjeduje bogatu usmenu i pisanu tradiciju, nazvanu beul-aithris na škotskom gaelskom, bivajući jezikom bardske kulture klanova Highlandsa kroz mnoge godine. Jezik čuva privrženost i znanje o pred-feudalnim 'plemskim' zakonima i običajima. Jezik je osobito trpio kad su ljudi Highlandsa, i njihove tradicije, bili progonjeni nakon bitke kod Cullodena 1746., i tijekom Raščišćavanja visočja.
Prvi dobro poznati prijevod Biblije na škotskom gaelskom je iz 1767. kad Dr. James Stuart of Killin i Dugald Buchanan of Rannoch prevode Novi zavjet. Manjak dobro poznatog prijevoda do kasnog 18. stoljeća je možda pridonio nazadovanju škotskog gaelskog. U 21. stoljeću, škotska gaelska književnost doživljava razvoj u području prozne fikcije.
Škotski gaelski može biti bolje poznat kao highlandski gaelski kako bi se razlikovao od izumrlih dijalekata lowlandskog gaelskog. Od tih dijalekata je galowayski gaelski korišten u nizinskoj Škotskoj preživio do modernog doba. Do 18. stoljeća, lowlandski gaelski je uglavnom zamijenjen scotsom u lowlandskoj Škotskoj, dok je britski jezik nestao.
Cenzusom iz 2001. Ujedinjenog Kraljevstva je utvrđeno kako postoji 58 652 govornika gaelskog u Škotskoj (1.2 % stanovništva starijeg od tri godine). Uspoređeno s cenzusom iz 1991., 7 300 ljudi manje govori gaelski (11% cijelog broja), što znači kako nazadovanje gaelskog u Škotskoj još uvijek traje, iako mnogo sporije nego prije.
Glavno uporište jezika su vanjski Hebridi (gael. Na h-Eileanan Siar), gdje sveukupan broj govornika iznosi 61.1 %, a u svim župama više od 50 % govori gaelsku. Izvan vanjskih Hebrida jedina područja sa značajnim postocima gaelskih govornika su otoci Tiree (47.8 %), Skye (36.8 %), Raasay (36.1 %) i Lismore (28.8 %) u unutrašnjim Hebridima.
Škotski engleski označava varijante engleskog govorenog u Škotskoj. McClure (1994.) navodi kako je glavna, formalna varijanta nazvana škotskim standardnim engleskim ili standardnim škotskim engleskim, često skraćenim u SSE. SSE može biti definiran kao „karakterističan govor profesionalne klase (u Škotskoj) i prihvaćena norma u školama“. Dakle, označava najrašireniji jezik u Škotskoj.
Škotski engleski je razultat jezičnog kontakta između scotsa i standardnog engleskog poslije 17. stoljeća. „Rezultirajući pomak na engleski govornika Scotsa je uzrokovao mnoge fonološke kompromise i leksičke transfere, često zamijenjivani spajanjima lingvista koji nisu upoznati s poviješću škotskog engleskog“ (Macafee, 2004:60-61). „Nadalje, proces je bio pod utjecajem interdijalektalnih oblika, pogrešnih ispravaka i pravopisnih izgovora“ (Macafee, 2004:61).
Danas u Škotskoj postoje 3 autohtona jezika:
- 1. Škotski engleski - oblik engleskog jezika koji je autohton za Škotsku; Jugoistočna Škotska je (sa sjeveroistočnom Engleskom) domovina modernog engleskog jezika.
- 2. Škotski gaelski jezik; keltski jezik srodan irskom gaelskom i manskom, a zadržao se u Škotskom visočju i na zapadnim otocima. Ne smije ga se zamijeniti s galskim koji je izumrli kontinentalni keltski jezik koji se govorio u današnjoj Francuskoj.
- 2. Škotski jezik; zapadnogermanski jezik srodan engleskom (razvijao se paralelno s engleskim jezikom u južnoj Škotskoj).

## Kultura

### Književnost
Kad govorimo o škotskoj književnosti, moramo biti svjesni da kroz povijest Škoti nisu pisali na samo jednom jeziku. Osim gaelskog jezika, koji je istovjetan irskoj inačici gaelskog do početka novog vijeka, Škoti pišu na scotsu te škotskom engleskom.
Sačuvano je više manuskripata gaelskog jezika u Škotskoj. Gaelska literatura Škotske nije očuvana kao ona Iraca zbog više razloga. Jedan od njih su promjene u crkvenom stanju koje su se s vremenom događale. Prva od ovih promjena se dogodila za vrijeme vladavine Malcolma III. i njegovih sinova, što je dovelo do pada antičke škotske crkve, koja je zamijenjena rimskom hijerarhijom. Literatura koja je postojala u 12. stoljeću je pripadala staroj crkvi, te nije bila interesantna instituciji koja ju je zamijenila. Da je bilo takve literature je očito iz Knjige od Deera (eng. Book of Deer). Zašto je ovo jedini fragment takve literature je interesantno pitanje, koje možda može biti odgovoreno činjenicom da svećenstvu kasnije crkve nije bilo stalo do očuvanja sjećanja na epohu koju su s radošću ispratili u ropotarnicu povijesti. Kasnije se dogodila Škotska Reformacija i uspon Protestantske crkve, koja je bila sklona očuvanju literature, ali ne ovakve literature. Stara spremišta takvih manuskripata su razbijena, a njihov sadržaj uništen ili raspršen, jer je bio povezan s onim što se vjerovalo da je praznovjerje.
Osim ovih utjecaja, strašni napadi Edvarda I., engleskog kralja, su bili nepovoljni po očuvanje antičke literature škotskog visočja (Highlandsa). Škotsko visočje se razlikuje od škotskih niskih zemlji (Lowlandsa) zbog manje izloženosti anglizaciji i normanizaciji. Dok se gradnjom burghova i dovođenjem normanskog plemstva u niskim zemljama širi engleski jezik, pa i francuski, u škotskom visočju se njeguje gaelski jezik. Napadi Edvarda su značili i odvođenje svih nacionalnih spomenika. Neki od njih su vjerojatno bili gaelski. Vjeruje se da su među tim spomenicima bile liste škotskih i piktskih kraljeva, kao i drugi dokumenti povijesne važnosti, koji su formirali osnovu onih bardskih besjeda kraljevskih barda kraljevima tijekom njihova krunjenja. Ovi spomenici su mogli biti među onima koji su poslije bili namijenjeni povratku u Škotsku, a koji su nestali u brodolomu.
Od irskih manuskripata, po važnosti za Škotsku se ističe Povijest ljudi Škotske (gael. Senchus Fer n-Alban, eng. The History of the men of Scotland). Bannerman (1974) navodi kako je to staroirski srednjovjekovni tekst, vjerojatno sastavljen u 10. stoljeću. Moguće je da potječe od ranijih manuskripata iz 7. stoljeća, za koje se pretpostavlja da su pisani na latinskom jeziku. U Senchus Fer n-Albanu (dalje pisanom u skraćenom obliku Senchus) su zapisane genealogije kraljeva Dalriade i cenzus kraljevstava koja su činila Dalriadu (postojale su irska i škotska Dalriada).
Iz ovog manuskripta doznajemo o rodovskoj podjeli u škotskoj Dalriadi. Bannerman (1974:47-49) piše kako su nabrojana 3 roda, dok je 4. dodan kasnije:
- Cenél nGabráin iz Kintyrea, navodno nasljednici Gabrán mac Domangairta, kralja Dalriade iz sredine 6. stoljeća;
- Cenél nÓengusa iz Islaya i Jure, navodno nasljednici Óengus Mór mac Eirca, legendarnog kralja Dalriade;
- Cenél Loairn iz Lornea, možda također i Mulla i Ardnamurchana, navodno nasljednici Loarn mac Eirca;
- Cenél Comgaill iz Cowala i Butea, dodani kasnije, navodno nasljednici Comgall mac Domangairta.

„Povijesna vrijednost Senchusa se nalazi uglavnom u njegovim kasnijim dijelovima, koji uključuju povijesne kraljeve Dalriade. Mit vjerojatno završava, a povijest počinje, vladavinom Conall mac Comgailla iz sredine 6. stoljeća“ (Bannerman, 1974:51). „Zadnji kralj koji može biti točno povijesno identificiran u genealogijama u Senchusu je Conall Crandomna, koji umire oko 660. godine“ (Bannerman, 1974:103-104).
Senchus nam pokazuje i prvu podjelu po klanovima u Škotskoj. Iako tad još nema klanske simbolike kakvu poznajemo danas, rodove tj. velike obitelji nabrojene u Senchusu možemo smatrati prvim škotskim klanovima, od kojih mnogo današnjih škotskih klanova utvrđuju svoje porijeklo.
U periodu kasnog srednjeg vijeka je scots jezik postao dominantan jezik države i socijalne elite, također postajući povezan s nacionalnim identitetom Škota, i prodirući u zonu škotskog visočja na račun gaelskog jezika. Wormald (1991) zaključuje kako kao rezultat, gaelski jezik, nekoć dominantan sjeverno od rijeke Tay, doživljava pad.
Gaelski je bio jezik bardske tradicije, koja je pružila mehanizam prijenosa usmene kulture s generacije na generaciju. Članovi bardskih škola su bili učeni složenim pravilima i oblicima gaelske poezije. U nepismenom društvu, oni su bili spremnici znanja, uključujući ne samo priče i pjesme, nego genealogije i medicinu, te su bili prisutni na mnogim plemićkim dvorovima. Bardska tradicija nije bila kompletno izolirana od ostalih trendova, uključujući ljubavnu poeziju pod utjecajem događaja na kontinentu Europe, i medicinske manuskripte iz Padue, Salerna i Montpelliera, prevedene s latinskog jezika. Wormald (1991) navodi da ipak, do 15. stoljeća pisci Lowlandsa počinju tretirati gaelski kao drugorazredni, rustični i čak zabavan jezik, pomažući stvaranje mišljenja o Highlandsu i kreiranje kulturnog razdvoja između Lowlandsa i Highlandsa.
Scots je sad postao jezik nacionalne literature u Škotskoj. „Prvi preživjeli tekst je The Brus Johna Barboura. Brus (1375) je napisan pod patronažom Roberta II. Radi se o epskoj poeziji koja opisuje djela Roberta Brucea, tj. Roberta I., prije engleske invazije do kraja rata za nezavisnost“ (Duncan, 1997:3). Jayapalan (2001) utvrđuje kako je djelo je bilo vrlo popularno među aristokracijom koja je govorila scots jezik, te se za Barboura tvrdi kako je otac škotske poezije, držeći istu poziciju kao njegov suvremenik Chaucer u Engleskoj. Početkom 15. stoljeća slijede Orygynale Cronykil of Scotland od Andrewa od Wyntouna i Wallace od Blind Harryja, koji su spojili povijesnu romansu s povijesti u stihovima. Vjerojatno su bili pod utjecajem škotskih verzija popularnih francuskih romansi.
Mnogo literature na srednješkotskom jeziku (scots jeziku tog vremena) je napisano od „makara“, pjesnika povezanih s kraljevskim dvorom. Barem dva škotska kralja su bili makari, Jakov I. (koji je napisao The Kingis Quair) i njegov potomak Jakov VI. Veliki broj makara je bio visoko obrazovan, te tako povezan s Crkvom. „Ipak, Dunbarovo djelo Lament for the Makaris (oko 1505.) pruža dokaz široj tradiciji sekularnog pisanja izvan kraljevskog dvora i Crkve, danas uglavnom izgubljenoj“ (Grant & Alexander, 1984:102-3). Wormald (1991) piše kako su prije pojave tiska u Škotskoj, pisci poput Roberta Henrysona, Wiliama Dunbara, Waltera Kennedyja i Gavina Douglasa označili zlatno doba škotske poezije.
U kasnom 15. stoljeću se razvija škotska proza kao žanr. Iako postoje raniji oblici originalne škotske proze, kao Auchinleck Chronicle, prvi kompletni preživjeli radovi uključuju The Meroure of Wyssdome (1490) od Johna Irelanda. Wormald (1991) navodi da postoje također prijevodi francuskih knjiga o viteštvu iz 1450-ih, uključujući The Book of the Law of Armys i Order of Knychthode, kao i raspravu Secreta Secetorum, arapsko djelo za koje se vjerovalo da je Aristotelov savjet Aleksandru Velikom. Ističe kako je znamenito djelo za vrijeme vladavine Jakova IV. bila Gavin Douglasova verzija Vergilijeve Eneide, The Eneados, koja je bila prvi cjeloviti prijevod značajnog klasičnog teksta na nekoj verziji engleskog jezika, završena 1513., ali zasijenjenjena katastrofom kod Floddena.
Bogati su ostaci manuskripata pisanih na gaelskom jeziku. Jedan od njih je Islayska povelja (poznata i kao Gaelska povelja iz 1408.) iz 1408. godine. To je povelja Donalda, glave klana Donalda i Gospodara otoka, Brianu Vickaru MacKayu, stanovniku otoka Islaya, kojom mu daruje zemlju koja se nalazi na istočnom dijelu otoka.
Povelja je bila napisana na komadu kozje kože Fergusa Beatona (Fearghada MacBeatha), Donaldovog osobnog liječnika i člana slavne Beaton dinastije liječnika Zapadnog otočja. Potpisana je od Donalda te joj je svjedočio sudac Pat McAbriuin.
Iz srednjeg vijeka nam dolazi jedan od najvažnijih manuskripata na škotskom gaelskom jeziku, Knjiga dekana Lismorea (eng. Book of the Dean of Lismore). To je antologija stihova sastavljenih između 1512. i 1526. od Sir Jamesa MacGregora, dekana Lismorea (Argyllshire), i njegovog brata, Donalda. Ovu antologiju možemo podijeliti na tri dijela: onaj škotskih autora, dio napisan od irskih autora, i dio s baladama o Ossianu, mitskom ratniku i bardu. Zbog toga je ovo najranija ekstenzivna antologija gaelskih herojskih balada u Škotskoj i Irskoj.
Iako je veći dio manuskripta na gaelskom jeziku, u cjelini je multilingvističan jer postoji mnogo tekstova pisano na „scotsu“ i latinskom jeziku, uključujući izvatke iz pjesama Williama Dunbara i Roberta Henrysona, te mnogo gaelsko-engleske diglosije.
Čuvar manuskripta je vjerojatno bio klan Campbella iz Glen Orchyija, te u rukopisu možemo naći pjesme Duncana Campbella od Glen Orchyija.
Iz kasnog 16. stoljeća nam dolazi važno djelo Davida Lyndsaya, Ane Pleasant Satyre of the Thrie Estaitis, primjer dramatske tradicije u dobu kad je ona uglavnom izgubljena. Na kraju stoljeća, Jakov VI., pokrovitelj književnosti i glazbe, osniva Kastalijsku grupu (eng. the Castalian Band), skupinu makara i glazbenika na dvoru, osnovanu na modelu Plejade u Francuskoj. Dvorjanin i makar Alexander Montgomerie je bio vodeći član. Ipak je ovaj kulturni centar izgubljen nakon 1603., kad Jakov seli svoj dvor u London.
Škotska tradicija balada se može datirati u ranom 17.  stoljeću. Kompilacija Francisa Jamesa Childa, The English and Scottish Popular Ballads (1882. – 1898.), sadrži mnogo primjera, kao što su The Elfin Knight i Lord Randal. U ovom periodu, u Škotskoj se događa anglikanizacija među socijalnim klasama, iako lowlandski scots još govori velika većina stanovništva Lowlandsa. Ovo je vrijeme zapisivanja mnogih oralnih balada s granice Škotske i Engleske te sjeveroistoka.
Škotski roman se razvija u 18. stoljeću, s piscima kao što je Tobias Smollett.
Allan Ramsay pruža temelje buđenja interesa za stariju škotsku književnost, kao i uvođenja trenda pastoralne poezije. „Habbie strofa (eng. the Habbie stanza) je razvijena kao pjesnička forma“ (Buchan, 2003:311).
Razdoblje drugog dijela 18. stoljeća je period škotskog prosvjetiteljstva. Škotski mislioci počinju ispitivati stare pretpostavke; sa škotskim tadicionalnim vezama s Francuskom, u kojoj je prosvjetiteljstvo bujalo, Škoti počinju razvijati unikatno praktičnu granu humanizma, te Barroso (2006.) navodi kako je to natjeralo Voltairea da izjavi: „U Škotskoj tražimo sve naše ideje civilizacije“.
Prvi značajan filozof škotskog prosvjetiteljstva je bio Francis Hutcheson, koji je držao katedru filozofije na Sveučilištu u Glasgowu od 1729. do 1746. Bavio se filozofijom morala, te je imao ideje alternativne onima Thomasa Hobbesa. Jedan od njegovih najvažnih doprinosa svjetskoj misli je bio utilitarni i konzekvencijalni princip kako je vrlina ona koja pruža, njegovim riječima, „najveću sreću za najveće brojeve“.
Mnogo od onog što je inkorporirano u znanstvenu metodu (priroda znanja, dokazi, iskustvo, i kauzalnost), i neki moderni stavovi o vezi između znanosti i religije, je razvio David Hume. Buchan (2003.) ističe da je kao mnogi učeni Škoti, cijenio novu znanost Kopernika, Bacona, Galilea, Keplera, Boylea i Newtona; vjerovao u eksperimentalnu metodu i mrzio praznovjerje.
Adam Smith je razvio i objavio The Wealth of Nations, prvi rad moderne ekonomije. Fry (1992.) ističe kako ova slavna studija, koja ubrzo vrši utjecaj na britansku ekonomsku politiku, još uvijek daje podlogu modernim raspravama o globalizaciji i tarifama.
Buchan (2003.) piše kako su mislioci škotskog prosvjetiteljstva razvili ono što je Hume nazvao „znanost čovjeka“, što je izraženo u radovima Jamesa Burnetta, Adama Fergusona, Johna Millara i Williama Robertsona, koji su spojili znanstvene studije o ljudskom ponašanju u drevnim i primitivnim kulturama s jakom svijesti o određujućim snagama modernosti. Swingewood (1970.) zaključuje kako doista moderna sociologija u velikoj mjeri nastaje iz ovog pokreta.
Fokus škotskog prosvjetiteljstva je imao raspon od intelektualnih i ekonomskih tema, do specifično znanstvenih, demonstriranih u radovima Williama Cullena, fizičara i kemičara, Jamesa Andersona, agronoma, Josepha Blacka, fizičara i kemičara, i Jamesa Huttona, prvog modernog geologa.
Iako je period škotskog prosvjetiteljstva tradicionalno smatran završenim krajem 18. stoljeća, nesrazmjerno veliki škotski doprinos britanskoj znanosti i književnosti se nastavlja idućih 50 godina i više, zahvaljujući osobama poput Jamesa Huttona, Jamesa Watta, Williama Murdocha, Jamesa Clerka Maxwella, Lorda Kelvina i Sir Waltera Scotta.
Godine 1760. James Macpherson tvrdi kako je pronašao poeziju pisanu od Ossiana. Izdaje prijevode kojima postiže internacionalnu popularnost, što je proglašeno keltskim ekvivalentom klasičnih epova.
„Fingal, napisan 1762., je brzo preveden na mnogo europskih jezika, a Fingalovo poštovanje prirodne ljepote i melankolične nježnosti stare legende uzrokuje više nego ikoje drugo pojedinačno djelo pojavu romantizma u Europi, naročito u Njemačkoj književnosti, utjecajući na Herdera i Goethea u ranom periodu“ (Buchan, 2003:163).
Fingal je inspirirao mnoge škotske pisce, uključujući mladog Waltera Scotta, ali je naposljetku postalo jasno kako pjesme nisu direktan prijevod s gaelskog, nego maštovite adaptacije napravljene kako bi ugodile estetskim očekivanjima njegove publike, kako je demonstrirano u The Gaelic Sources of Macpherson's „Ossian“ od Dericka S. Thomsona.
Među najpoznatijim škotskim piscima su dva snažno povezana s erom romantizma, Robert Burns i Walter Scott. Djela Scotta se ne tiču ekskluzivno Škotske, ali je njegova popularnost u Engleskoj i inozemstvu učinila mnogo kako bi formirala moderni stereotip škotske kulture. Burns je smatran škotskim nacionalnim bardom; njegova djela su tek nedavno bila uređena kako bi reflektirala punu širinu njihove teme, jer su tijekom viktorijanskog doba bila cenzurirana.
Scott je isprva bio više privučen poeziji, te je čak skupljao škotske balade, kako bi izdao The Minstrelsy of the Scottish Border prije upuštanja u karijeru romanopisca s Waverleyem 1814., često smatranim prvim povijesnim romanom. Drugi romani koji ga portretiraju kao patriota uključuju Roba Roya. Također je napisao History of Scotland. Bio je najcjenjeniji i najpopularniji pisac svog doba u Škotskoj. S vremenom su Scottovi romani dokazali kako su njegova slava i uspjeh bili zasluženi zbog inventivnosti njegovog elokventnog pisanja, upamtljivih likova i evociranja izgubljenih vremena.
James Hogg, pisac ohrabren Walterom Scottom, kreativno upotrijebljava vjersku pozadinu u pisanju distinktivnog djela The Private Memoirs and Confessions of a Justified Sinner, koje može biti smatrano prvim koje uvodi temu „dvojnika“ koja će kasnije u istom stoljeću biti uzeta za The Strange Case of Dr Jekyll and Mr Hyde. Hogg je možda posudio književni motiv iz koncepta „co-choisiche“ iz gaelske narodne tradicije.
Škotska intelektualna tradicija, potičući natrag u povijest barem od Davida Humea može biti viđena reflektiranom u knjigama o Sherlocku Holmesu Sir Arthura Conana Doylea: iako je Holmes smatran dijelom kvintesencijalnog Londona, duh dedukcije u ovim knjigama je vjerojatno više škotski nego engleski.
Najpoznatija djela Roberta Louisa Stevensona su još uvijek popularna i značajna u mnogim predstavama i filmovima. Kratki roman Strange Case of Dr Jekyll and Mr Hyde (1886) opisuje dvojnu osobnost ljubaznog i inteligentnog liječnika, koji se pretvara u psihopatsko čudovište nakon uzimanja lijeka, koji bi trebao uzrokovati odvajanje dobra od zla jedne ličnosti. Stevenson je autor još dvaju poznatih romana, Kidnapped, povijesnog romana sa slijedom događaja poslije jakobitskog ustanka 1745., i Treasure Island, klasične gusarske avanture.
Pokret poznat kao „kailyard tradicija“ s kraja 19. stoljeća, unosi elemente fantastike i folklora natrag u modu. J. M. Barrie (stvaraoc Petera Pana) je primjer mješavine modernosti i nostalgije. Ova tradicija je promatrana kao glavni kamen spoticanja škotske književnosti, zbog njezinog naglašavanja idealizirane, pastoralne slike škotske kulture, postajući udaljena od stvarnosti života u Škotskoj tog doba. Satirizirana je od Georgea Douglasa Browna u romanu The House with the Green Shutters.
U ranom 20. stoljeću u Škotskoj, pojavljuje se renesansa književnosti na scots jeziku, a njezin najglasniji protagonist je bio Hugh MacDiarmid. MacDiarmid stvara tip sintetičkog scotsa koji je kombinacija različitih regionalnih scots dijalekata i arhaičnih izraza. Međutim, oživljavanje je uglavnom bilo ograničeno na poeziju i ostalu književnost. Djela Sorleya MacLeana na škotskom gaelskom 1930-ih daju novu vrijednost moderne književnosti na tom jeziku. S druge strane, Edwin Muir, zagovara zadržavanje na engleskom kao književnom jeziku.
Romanopisci Neil M. Gunn i Lewis Grassic Gibbon naglašavaju stvarni lingvistički sukob koji se javlja u škotskom životu tijekom ovog perioda u svojim romanima, The Silver Darlings i A Scots Quair, gdje možemo vidjeti kako se jezik protagonista anglicizira progresivno kako se premještaju na više industrijski stil života.
Kravitz (1999.) ističe kako novi pisci poslijeratnih godina pokazuju novu orijentiranost prema vanjskom svijetu. „James Kennaway u 1950-im i 60-im odlazi iz Škotske kako bi slijedio uspješnu karijeru romanopisca i scenariste u Engleskoj i Americi, razvijajući teme koje su ponekad direktno povezane sa Škotskom, ali češće kombinira teme šire privlačnosti i važnosti“ (Royle, 1983:185). Oboje Alexander Trocchi u 1950-im i Kenneth White u 1960-im odlaze iz Škotske kako bi radili u Francuskoj. Edwin Morgan postaje slavan zbog prijevoda djela iz širokog raspona europskih jezika.
Tradicija fikcije fantastike je nastavljena od Alasdaira Graya, čiji Lanark postaje kultni klasik nakon izdavanja 1981. Osamdesetih godina također pisci pokušavaju opisati urbano iskustvo i uzorke govora – osobito Jamesa Kelmana i Jeffa Torringtona.
Djela Irvinea Welsha, od kojih je najslavniji Trainspotting, su pisana na izrazito škotskom engleskom. Ostali komercijalni pisci, Iain Banks i Ian Rankin također postižu međunarodno priznanje za svoj rad, i, poput Welsha, njihov rad je prilagođen filmu ili televiziji.
Alexander McCall Smith, Alan Warner, i romanopisac koji živi u Glasgowu, Suhayl Saadi, čija je kratka priča Extra Time pisana na glasgowskom scots jeziku, značajno doprinose škotskoj književnosti 21. stoljeća.
Korištenje škotskog gaelskog je patilo zbog događaja poslije bitke kod Cullodena 1746., i tijekom „Raščišćavanja visočja“.
Prijevod Biblije na irskom gaelskom iz elizabetanskog doba je bio u upotrebi do prevođenja na škotski gaelski. Ross (2002) navodi kako je verzija Biblije na škotskom gaelskom tiskana u Londonu 1690. od velečasnog Roberta Kirka; ali ipak nije bila visoke tiraže. Prvi dobro poznati prijevod Biblije na škotski gaelski je napisan kad su Dr. James Stuart of Killin i Dugald Buchanan of Rannoch pružili prijevod Novog zavjeta. Vrlo malo europskih jezika je napravilo tranziciju u moderan književni jezik bez ranog modernog prijevoda Biblije. Manjak dobro poznatog prijevoda do kasnog 18. stoljeća je možda dao obol nazadovanju škotskog gaelskog.
Ewen MacLachlan je početkom 19. stoljeća preveo prvih osam knjiga Homerove Ilijade na škotski gaelski. Također je napisao i izdao vlastitu Gaelic Attempts in Verse (1807) i Mettrical Effusions (1816), te je uvelike pridonio gaelsko-engleskom riječniku iz 1828.
Prvi roman na škotskom gaelskom je bio Dun-Aluinn, no an t-Oighre 'na Dhiobarach od Johna MacCormicka, koji je bio objavljen u dijelovima u People's Journal 1910., prije izdavanja u obliku knjige 1912. Tiskanje drugog romana na škotskom gaelskom, An t-Ogha Mor, od Angusa Robertsona, sljedi iduće godine.
Domhnall Ruadh Choruna je bio škotsko gaelski pjesnik koji je služio u Prvom svjetskom ratu, te je kao ratni pjesnik opisao upotrebu otrovnog plina u svojoj poemi Oran a' Phuinnsuin („Pjesma otrova“). Njegova poezija je dio oralne književnosti, kako sam nikad nije naučio čitati ni pisati na rodnom jeziku.
Kao dio renesanse škotskog gaelskog, djela Sorleya MacLeana na škotskom gaelskom 1930-ih godina daju novu vrijednost modernoj književnosti na tom jeziku. Iain Crichton Smith je bio plodniji na englekom jeziku, ali je također napisao mnogo poezije i proze na gaelskom, te preveo neka od djela Sorleya MacLeana s gaelskog na engleski, kao i neke vlastite pjesme originalno napisane na gaelskom. Mnogo njegovog rada na engleskom jeziku je bilo povezano s gaelskim ekvivalentima, ili čak prevedeno.
Književnost na škotskom gaelskom trenutno doživljava preporod u tisku. Što se tiče poezije, ovim se misli na veliku knjigu na gaelskom An Leabhar Mor, pisana na škotskom gaelskom, engleskom i irskom jeziku od 150 pjesnika, vizualnih umjetnika i kaligrafa.
Širi se proza pisana na gaelskom, naročito s razvojem od 2003. s Ur-sgeul nakladnikom knjiga, što ohrabruje nova djela gaelske fikcije kako već poznatih, tako i novih pisaca. Poznati suvremeni pisci na škotskom gaelskom uključuju pjesnike poput Aonghasa MacNeacaila i Angusa Petera Campbella koji, osim tri pjesničke zbirke na škotskom gaelskom, piše četiri gaelska romana: An Oidhche Mus Do Sheol Sinn (2003), La a' Deanamh Sgeil Do La (2004), An Taigh-Samhraidh (2006) i Tilleadh Dhachaigh (2009).

### Likovne umjetnosti
Iz predhistorijskoh razdoblja potječu kamene grobne komore zvane cairns i ostaci naselja (na Orkneyskim otocima) te megaliti (na otoku Lewis i dr.), iz 4. stoljeća pr. Kr. do 2. stoljeća pr. Kr. okrugli tornjevi od suhozida (brochs) koje su podigli Pikti, a iz doba rimskih vlasti ostaci zidina u grofoviji Stirling. Likovna djelatnost u Škotskoj u ranome srednjem vijeku tijesno je povezana s irskom umjetnošću, o čemu svjedoče iluminirani rukopisi s keltskim ornamentima, monumentalni križevi s reljefnim dekoracijama i zlatarski proizvodi.
U 11. do 12. stoljeća podižu se brojni burgovi za obranu zemlje od anglo-normanskih provala (uobičlajen je tip burga s četverokutnim donjonom); sakralna arhitektura tog doba ima značajke normanske romanike (opatije u Dunfermlineu, Kelsou i Jedburghu). Wormald (1991) piše kako je francuski arhitekt John Morrow radio na Glasgowskoj katedrali i obnovi Melrose opatije, obje su smatrane lijepim primjerima gotičke arhitekture. Unutrašnjost je često bila izrađena detaljnije prije Reformacije. „Rezbarije u Rosslyn kapeli, napravljene sredinom 15. stoljeća, koje detaljno prikazuju progresiju sedam smrtnih grijeha, su smatrane jednim od najboljih u gotičkom stilu“ (Rigby, 2003:532). „Crkve iz kasnog srednjeg vijeka u Škotskoj su također sadržavale vrijedne pogrebne spomenike, kao što su to grobnice Douglasovih u gradu Douglas“ (Whyte & Whyte, 1991:117).
Postoji vrlo malo podataka o umjetnicima škotskog podrijetla iz ovog doba. Kao u Engleskoj, monarhija je možda dala napraviti portrete upotrebljavane za kopiranje i reproduciranje, ali preživjele verzije su skromne za kontinentalne standarde. Wormald (1991) ističe kako su mnogo impresivnija umjetnička djela uvezena s kontinenta, osobito iz Nizozemske, općenito smatranom središtem slikarstva sjevernoeuropske renesanse. 
„Proizvodi ovih veza uključuju delikatnu viseću svjetiljku u crkvi sv. Ivana u Perthu; tabernakule i crteže sv. Katarine i sv. Ivana donesene u Dunkeld, crkvene odore i antependije u Holyroodu; Hugo van der Goesovu oltarnu palu za Trinity College crkvu u Edinburghu, naručenu od Jakova III., dijelo po kojem je dobio ime flamanski „majstor od Jakova IV. od Škotske“, i ilustriranu flamansku „Bening Book of Hours“, danu od Jakova IV. Margareti Tudor“ (Wormald, 1991:57-9).
Od 15. do 16. stoljeća postepeno se razvijaju burgovi tzv. barunskog stila koji čine prijelaz k dvorcima. Pod utjecajem francuske renesanse u XVII st. građeno je više dvoraca (npr. u Stirlingu i Drumlanrigu), a klasicističke tendencije zastupa u prvom redu William Bruce koji je 1671. podigao novi dio kraljevske palače Holyrood u Edinburgu.
Škotska sakralna umjetnost plaća visok danak kao rezultat ikonoklazma Reformacije; kao što to dokazuju prazne niše katedrale sv. Gilesa u Edinburghu. Smještanjem kraljevskog dvora u London 1603., 17. stoljeće je doba nazadovanja u povijesti kulture Škotske. Ipak postoji dovoljno bogatstva i interesa za brojne imigrantske i nativne portretiste, među kojima je George Jamesone od Aberdeena (1589./90. – 1644.)–prvi indentificirani umjetnik rođen u Škotskoj, i učitelj Johna Michaela Wrighta.
Doba škotskog prosvjetiteljstva označava vrhunac škotskog razvoja kulture. Umjetnici i arhitekti ovog doba su bili samosvjesno kozmopolitanski i uzimaju vodeću ulogu na internacionalnoj pozornici. Charles Cameron, Colen Campbell, James Gibbs, William Adam i najvažniji Robert Adam, su na mnogo načina dominirali britanskim paladijanizmom i kasnije neoklasicističkim stilovima u arhitekturi. Slikari Allan Ramsay, Gavin Hamilton, Henry Raeburn i David Allan su bili umjetnici europske važnosti, iako je samo Raeburn ostao u Škotskoj tijekom čitave karijere. U ovom periodu, godine 1826., je utemeljena Kraljevska škotska akademija umjetnosti (eng. Royal Scottish Academy of Art), što je pokazatelj postojanja zainteresirane publike i tržišta koji bi podržavali grupu profesionalnih slikara. Osim slikanja portreta, u čemu Raeburnu nije bilo premca, sve se više slikaju romantični pejzaži, što dovodi engleske i druge umjetnike u razgledavanje Škotske u velikom broju, i za čiji se razvoj ikonografije dijelom može okriviti David Wilkie.
Devetnaesto stoljeće je bilo doba nevjerojatnog napretka u bogatstvu, uzrokom promjene škotskog urbanog krajolika ido neprepoznatljivosti. Mrežni plan je upotrijebljen u novim uvećanim gradovima Edinburgha, Glasgowa i Aberdeena, od kojih je svaki prihvatio neoklasicističku arhitekturu te konzervatvno nastavio graditi u toj tradiciji kasno u viktorijansku eru, a najznamenitiji arhitekt je bio Alexander Thomson. Ipak je pri kraju stoljeća arhitektura neoklasicizma u sjeni pojave neogotike, baronijalnog stila i eklekticizma Beaux-Artsa. U slikarstvu se iz svoje generacije pejzažnih i povijesnih slikara izdvaja William McTaggart, zbog njegovog razvoja protoimpresionističke tehnike mekog rada kistom. Do 1890-ih nastaje škola umjetnika povezana s Glasgowskom školom umjetnosti (eng. Glasgow School of Art), poznata kao Glagowski dečki (eng. Glasgow Boys). Herbert McNair, Margaret i Frances Mcdonald te Charles Rennie Mackintosh su formirali „Četvorku“  koja doprinosi europskoj sceni u interpretiranju i razvoju secesije ili Art Nouveau stila u arhitekturi, slikarstvu i unutarnjem dizajnu.
Do 1914. Mackintosh prekida sa svojim radom te nastaje praznina zbog Prvog svjetskog rata, škotska umjetnost oživljava 1920-ih pojavom Škotskih kolorista (eng. Scottish Colourists), kojoj je inspiraciju pružio Pariz i post-impresionisti. Grupu Škotskih kolorista su činili John Duncan Fergusson, Francis Cadell, Samuel Peploe i Leslie Hunter. Ovo je bio dio većeg pokreta „Škotske renesanse“, termina za modernističku varijantu u međuratnoj škotskoj umjetnosti.
Nakon Drugog svjetskog rata Škotska je zemlja živahne umjetničke scene dijelom zbog pažnje generirane Edinburškim festivalom. Veliki broj internacionalnih umjetnika poslijeratne umjetnosti dolazi iz Škotske, uključujući Eduarda Paolozzija i Iana Hamiltona Finlaya, kao i suvremene umjetnike poput Douglasa Gordona, Lucy McKenzie i Christophera Orra.
U 20. stoljeću arhitektura Škotske razvija se unutar tokova suvremene arhitekture u Velikoj Britaniji. Među istaknuta urbanistička ostvarenja 50-ih i 60-ih godina spadaju stambena četvrt u Dunbaru (arhitekti B. Spence, A. Glover i T. Ferguson), Cumbernauld New Town (grad satelit Glasgowa) i nova četvrt u Cable's Wyndu kod Leitha (arhitekti Ch. Alison, W. Hutchison i dr.).
Djelatnost na području kiparstva je skromnijih razmjera nego u slikarstvu.

## Nacionalni simboli
- William Wallace
- čkalj
- Križ svetog Andrije

## Zanimljivosti

### Životinje
- Shetlandski ovčar
- Škotski ovčar
- Ovca Dolly
- Nessie, čudovište iz Loch Nessa
- Zlatni retriver

### Blagdani
- Burnsova noć (25. siječnja)
- Hogmanay (Nova Godina)
- Dan tartana (6. travnja)
- Sveti Andrija (30. studenog)

### Izumi
- Bankomat
- Poštanska marka
- Telefon
- Televizor
- Bicikl s pedalama
- Pneumatska auto-guma

### Glazba
- Gajde
- Škotski narodni ples

### Poznati Škoti
- Sean Connery
- Alexander Graham Bell
- Ewan McGregor
- James Clerk Maxwell
- Adam Smith
- Alex Ferguson

### Ostali projekti
|  | Zajednički poslužitelj ima stranicu o temi Škotska    |
|  | Zajednički poslužitelj ima još gradiva o temi Škotska |
|  | Zajednički poslužitelj sadrži atlas Škotske           |